# Emmanuel Vergès de Ricaudy
Pour les articles homonymes, voir Ricaudy.
Emmanuel Vergès de Ricaudy, né Christian-Marie-Louis-Emmanuel Vergès de Ricaudy le 8 octobre 1857 à Perpignan et mort le 18 janvier 1911 dans cette même ville, est un financier et homme de lettres français. Il a activement participé à la sauvegarde et à la diffusion de la langue et de la culture catalane en France,.

## Biographie
Emmanuel Vergès de Ricaudy est le petit-fils du contre-amiral Louis-Alphonse de Ricaudy par sa mère, Claire Alphonsine de Ricaudy, mariée avec Raphaël Vergès. Il est le troisième enfant issu de ce mariage. 
Membre éminent de la famille locale des Vergès de Ricaudy , apparentée aux familles nobles de Ricaudy et Barthélemy de Saizieu, il est associé de banque, puis directeur de la Caisse d'épargne de Perpignan.  
Il est membre fondateur et président de la Société d'études catalanes (ca), auteur et prescripteur de la Revue catalane et Président de la section du Canigou du Club alpin français.   
Il est entre autres l'auteur de nombreux articles dans les revues régionalistes et d'un important travail de documentation historique sur la Caisse d'épargne de Perpignan.
En 1901, il fait partie des actionnaires fondateurs de la nouvelle version du Roussillon, journal catholique et royaliste de Perpignan.

## Famille et descendance

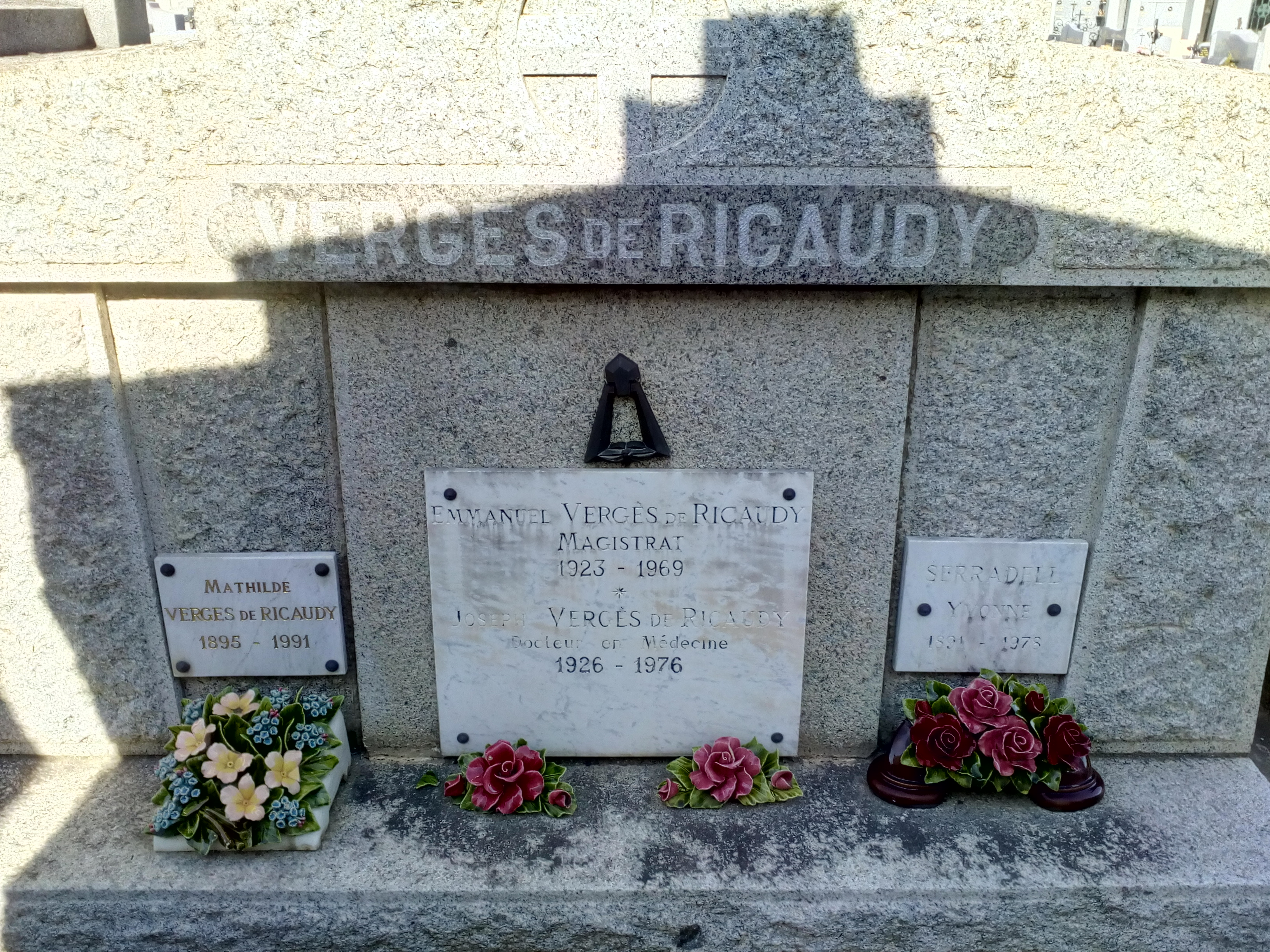
Caveau de la famille Vergès de Ricaudy / Emmanuel Vergès de Ricaudy Magistrat 1923-1969.

Son frère, l'abbé Georges Vergès de Ricaudy, s'illustre lors de la Première Guerre mondiale et fonde en 1923 la première troupe de scouts du Roussillon, le groupe Notre-Dame La Réal. 
Son fils, Paul Raphaël Octave Vergès de Ricaudy, est administrateur de la colonie de Raphaï, en Afrique centrale, à la suite de Félix Éboué.
Son petit fils, Emmanuel Henry Raphaël Vergès de Ricaudy, est magistrat à Ille-sur-Têt et dans les anciennes colonies françaises.[réf. nécessaire]

## Publications
- Notice historique sur la section du Canigou... (1906)
- Notice historique sur la Caisse d'Épargne de Perpignan (Perpignan, Impr. J.Comet, 1908) (lire en ligne)
- Toponymie du Roussillon (1910)